# Robles (departamento)
Robles é um departamento da Argentina, localizado na 
província de Santiago del Estero.